# Айлз, Роджер
Роджер Юджин Айлз (англ. Roger Eugene Ailes; 15 мая 1940 — 18 мая 2017) — американский медиа- и телевизионный деятель консервативного толка. Генеральный директор Fox News Channel с момента его основания. Медиаконсультант нескольких американских президентов-республиканцев.

## Семья
Состоял в браке трижды, дважды разводился. От третьего брака имел сына.

## В популярной культуре
- Биографическая книга «Самый громкий голос в комнате» Гэбриела Шермана (2014)
- Фильм «Власть» (2018). Роль исполнил Кайл Мур.
- Телесериал «Самый громкий голос» (2019). Роль исполнил Рассел Кроу.
- Фильм «Скандал» (2019). Роль исполнил Джон Литгоу.